# Henripont
Henripont is een dorp in de Belgische provincie Henegouwen, en een deelgemeente van de Waalse stad 's-Gravenbrakel. Tot 1 januari 1977 was het een zelfstandige gemeente.

## Bezienswaardigheden
- De Sint-Niklaaskerk is een classicistisch kerkgebouw van 1785.
- De Onze-Lieve-Vrouw van genadekapel (Chapelle Notre-Dame de Grâce) werd in 1701 gebouwd en later enkele malen hersteld. Het is een bedevaartkapel.

## Natuur en landschap
Henripont ligt nabij de Sennette met ten noordwesten het Bos van La Houssière. De hoogte aan de kerk bedraagt 128 meter maar in het bos worden hoogten tot 167 meter gevonden.

## Demografische ontwikkeling
- Bronnen:NIS, Opm:1831 tot en met 1970=volkstellingen

## Nabijgelegen kernen
's-Gravenbrakel, Ronquières, Écaussinnes-d'Enghien

## Externe links

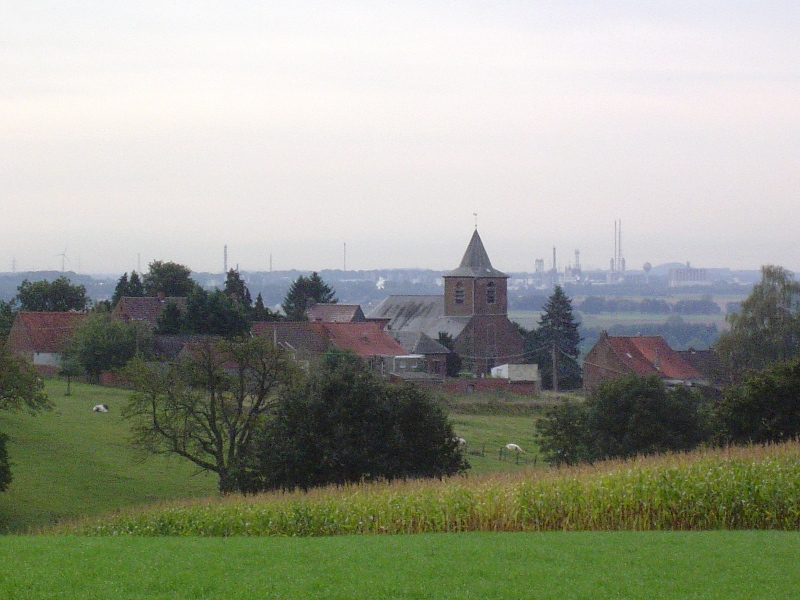
Henripont met de kerk van St Nicolas